# M-Wave

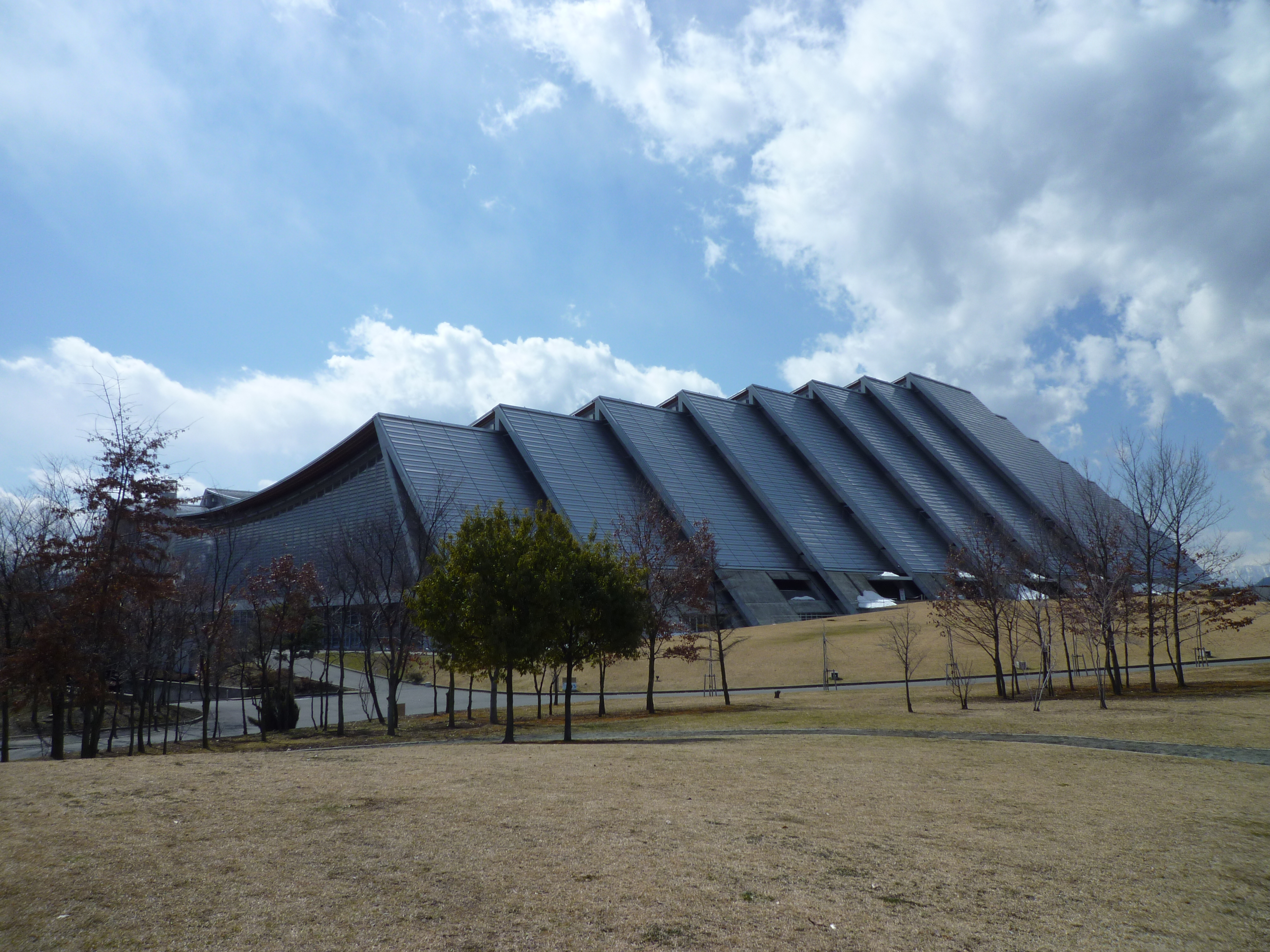
M-Wave

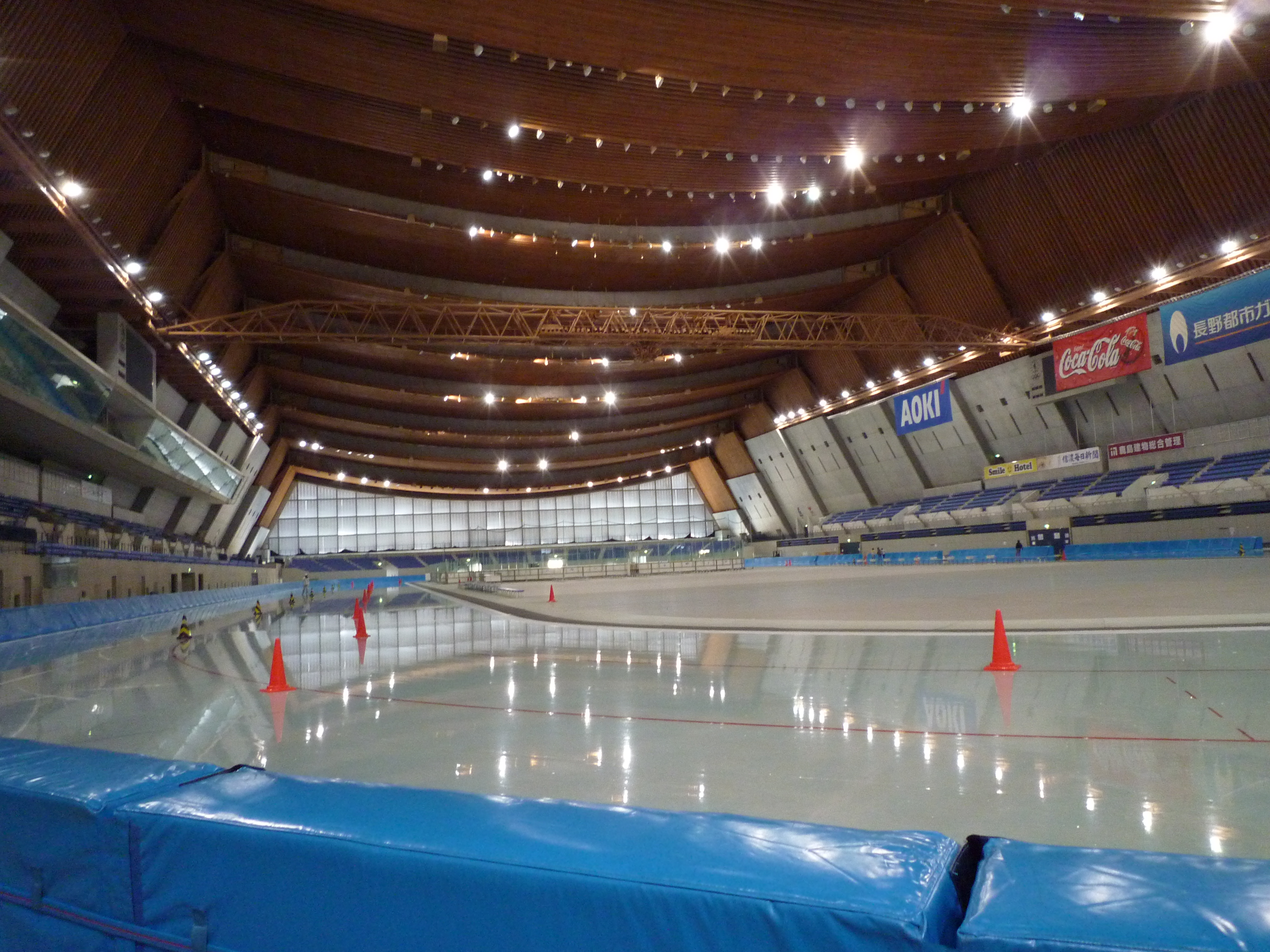
Innenansicht

M-Wave (jap. エムウェーブ, Emu-wēbu) ist eine Mehrzweckhalle in Nagano, Japan.
Die Halle wurde 1996 gebaut und bietet Platz für 18.000 Zuschauer. M-Wave war 1998 der Austragungsort der Eisschnelllaufwettbewerbe der Olympischen Winterspiele 1998, der Eröffnungs- und Abschlussfeier der Paralympics 1998 und der Einzelstrecken-Weltmeisterschaft im Eisschnelllauf 2008.
Die 230 m × 160 m große Halle verfügt über zwei verschiebbare Tribünen. Dadurch kann die Größe der Innenfläche variiert werden. Ein abrollbarer Kunstrasen ermöglicht die Nutzung der Halle für American-Football-Spiele.